# دائرة بوقطب
دائرة بوقطب  هي إحدى دوائر الجزائر وتقع شمال ولاية البيض، الجزائر.ثالث تجمع سكاني دوائر ولاية البيض الجزائرية وأغناها، عاصمتها بوقطب. تقع الدائرة شمال ولاية البيض. مساحتها الاجمالية 1995.20 كيلومتر مربع.

## الجغرافيا
تقع مدينة بوقطب ولاية البيض جنوب العاصمة الجزائر تبعد عنها ب 454 كيلو متر وتتميز المدينة بموقعها الاستراتيجي الهام فهي تتميز بخاصية الربط بين ولايات الشمال والجنوب هذا الموقع الذي يرشحها لتلعب دور هام في المجالات التنموية محليا ووطنيا ويعتبر مؤشرا ايجابيا للنهوض بالمدينة في المستقبل تماشيا مع خصائص المنطقة واقتصاد السوق الذي يرتكز على الموقع كمقوم في بعث النشاط الاقتصادي
تتوسط مدينة بوقطب طريقين وطنيين واحد رئيسي وهو الطريق الوطني رقم :06 والثاني رقم 06ا وهذا الاخير يربط ولاية وهران بالشمال بولاية بشار في الجنوب و بها خط للسكة الحديدية الذي يربط مدينة المحمدية في الشمال بمدينة بشار في الجنوب.

## الاقتصاد
الدائرة مشهورة بأكبر سوق للمواشي خيث تعتبر منطقة رعوية من الدرجة الأولى وذات أراضي سهلية خصبة صالحة للزراعة وتوفرها على موارد مائية هائلة. ويعرف سكانها بالجود وكرم وثقافة.
سينشأ بها أكبر مذبح للحوم الحمراء، كم تجرى على أرضها شركة صينية التنقيب عن البترول.

## السكان
تنقسم التركيبة البشرية من حيث الموقع لهذه المدينة كالاتي: 
- التجمع الحضري الرئيسي 17117 نسمة
- التجمع الحضري الثانوي 524 نسمة
- المناطق المبعثرة 960 نسمة
- الرحل 3434 نسمة